# Proof of Life
Proof of Life är en amerikansk actionfilm från 2000 i regi av Taylor Hackford. Filmens manus skrevs av Tony Gilroy, som inspirerats av Thomas Hargroves roman "The Long March To Freedom" och William Prochnaus artikel "Adventures in the Ransom Trade".

## Rollista
| Meg Ryan         | – Alice Bowman  |
| Russell Crowe    | – Terry Thorne  |
| David Morse      | – Peter Bowman  |
| Pamela Reed      | – Janis Goodman |
| David Caruso     | – Dino          |
| Anthony Heald    | – Ted Fellner   |
| Stanley Anderson | – Jerry         |
| Gottfried John   | – Eric Kessler  |
| Alun Armstrong   | – Wyatt         |
| Michael Kitchen  | – Ian Havery    |
| Margo Martindale | – Ivy           |